# Municipio de Grant (condado de Buffalo)
El municipio de Grant (en inglés: Grant Township) es un municipio ubicado en el condado de Buffalo en el estado estadounidense de Nebraska. En el año 2010 tenía una población de 508 habitantes y una densidad poblacional de 5,47 personas por km².

## Geografía
El municipio de Grant se encuentra ubicado en las coordenadas 40°49′47″N 99°15′18″O / 40.82972, -99.25500. Según la Oficina del Censo de los Estados Unidos, el municipio tiene una superficie total de 92.8 km², de la cual 92,8 km² corresponden a tierra firme y (0 %) 0 km² es agua.

## Demografía
Según el censo de 2010, había 508 personas residiendo en el municipio de Grant. La densidad de población era de 5,47 hab./km². De los 508 habitantes, el municipio de Grant estaba compuesto por el 97,83 % blancos, el 0,39 % eran amerindios, el 0,2 % eran asiáticos, el 0,79 % eran de otras razas y el 0,79 % eran de una mezcla de razas. Del total de la población el 2,36 % eran hispanos o latinos de cualquier raza.